# ذنب حلز الأذن
هو الجزء السفلي من حلز الأذن (حافة الأذن الخارجية). يستطيل الغضروف نحو الأسفل كزائدة ذيلية الشكل ذنب حلز الأذن; وهو مفصول عن الوترة بوساطة شق يدعى الشق الوتيدي الحلزي أو الشق الحلزي مقابل الوتدة أو الشق المرزي الحتاري أو الشق المرزي الحلزي.